# Vespa biroi
Vespa biroi är en getingart som beskrevs av François du Buysson 1905. Vespa biroi ingår i släktet bålgetingar, och familjen getingar. Inga underarter finns listade i Catalogue of Life.